# Хардервейкский университет
Хардервейкский университет, или Гелдерландский университет, — университет, существовавший в городе Хардервейк на территории Республики Соединённых провинций с 1648 по 1811 год. Работал под эгидой штатов (правительства) провинции Гелдерн.
Хардервейк считался младшим из пяти университетских городов Соединённых провинций (после Лейденского, Франекерского, Гронингенского и Утрехтского университетов). Качество обучения в Хардервейке долгое время служило в крупных городах Нидерландов предметом насмешек. В последний век своего существования университет Гелдерланда имел репутацию доступного места для получения документов о высшем образовании, где защита дипломов носит во многом формальный характер.
Богатые аспиранты Нидерландов обычно обращались за защитой диплома или диссертации в престижный Лейденский университет. Те, кому последний был не по карману, приезжали в Хардервейк, где докторская диссертация стоила не в пример дешевле и её защита совершалась быстрее. Эта политика привлекала много соискателей, правда, буквально на считанные дни. Так, Карл Линней в 1735 году пробыл в Хардервейке всего шесть дней, из которых три ушло на печатание его диссертации.
В годы наполеоновской оккупации университеты в Хардервейке и Франекере были закрыты французскими властями. Первый король Нидерландов, Виллем I, обещал вернуть Гелдерланду собственный университет, но намерение своё не исполнил. Атеней (училище), пришедший на смену университету, просуществовал до 1843 года.

## Выпускники и преподаватели университета
- мореплаватель Якоб Роггевен (1690)
- медик Герман Бургаве (1693)
- ботаник Карл Линней (1735)[3]
- политик Херман Данделс (1783)
- гидрологический и военный инженер Корнелис Крайенхоф (1784)
- поэт Антоний Старинг (1787)
- востоковед Константин Эмперер